# Patriarcado Latino de Alexandria
O Patriarcado Latino de Alexandria ou Patriarcado de Alexandria dos Latinos (em latim: Patriarchatus Alexandrinus Latinorum) foi uma circunscrição eclesiástica da Igreja Católica do rito latino, criada como sé titular em 1215 pelo Papa Inocêncio III, após o Grande Cisma. Foi suprimido em 1964.

## História
Fora conferido o título de Papa, pela primeira vez na história, ao patriarca São Héraclas (232-247), em 232, e depois ao patriarca Teófilo I (385-412), em 390, porém, o Quarto Concílio Ecumênico conferiu ao bispo de Alexandria o título de Papa e Patriarca e deu-lhe o segundo lugar após o Patriarca de Constantinopla, entretanto o Patriarcado de Alexandria jamais aceitou a supremacia de Constantinopla, o que favoreceria o monofisismo.
Foram cobertas de êxito as intervenções do patriarca Teófilo de Alexandria para promover a paz entre o patriarca Sérgio II de Constantinopla e Basílio II Bulgaróctono, imperador bizantino, o que valeu-lhe o título de "Juiz Ecumênico", o que facultou-lhes e aos sucessores, o direito de usar duas mitras e dois "Petrarchiles" durante a Santa Missa.
Em 1210, o Papa Inocêncio III, buscou uma aproximação com o papa e patriarca de Alexandria, Nicolau I de Alexandria e, em 1211, solicitou a este a ordenação de um diácono latino, no que fora atendido. No ano de 1213 solicitou ao patriarca de Alexandria que participasse do Primeiro Concílio de Latrão, e este se fez representar.
O Patriarcado existiu, de forma titular, até 1964, quando foi suprimido.

## Patriarcas titulares
- Atanásio de Clement (1219 - ?)
- desconhecido
- Giles de Ferrare, O.P. † (1311 - 1323)
- Odão della Sala, O.P. † (1323 - 1325)
- João de Aragão e Anjou † (1328 - 1334) (Infante de Aragão, filho do rei Jaime II de Aragão) antes Arcebispo de Toledo
- Guilherme de Chanac † (1342 - 1348)
- Umberto II de la Tour-du-Pin † (1351 - 1355)
- Arnaud Bernard du Pouget † (1361 - 1368)
- João de Cardaillac † (1371 - 1390)
  - Pietro Amely di Brunac † (1386 - 1400)
- Simon de Cramaud † (1391 - 1422?)
- Leonardo Delfino † (27 agosto 1401 - 1402)
- Ugo Roberti † (1402 - 1409)
- Pietro Amaury di Lordat † (1409)
- Lancelotus de Navarra † (1418 - 1422)
- Giovanni Contareno † (1422 - 1424)
- Pietro † (1424 - 1428)
- Vitale di Mauléon † (1429 - 1435)
- Giovanni Vitelleschi † (1435 - 1440 ?)
- Marco Condulmer † (1445 - ?)
- Giovanni d'Harcourt † (1451 - 1452)
- Arnaldo Rogerii de Palas † (1453 - 1461)
- Pedro de Urrea † (1462 - ?)
- Pedro González de Mendoza † (1482 - 1495)
- Diego Hurtado de Mendoza y Quiñones † (1500 - 1502)
- Alonso de Fonseca y Acevedo † (1502 - 1506)
- Cesare Riario † (1506 - 1540)
- Guido Ascanio Sforza di Santa Fiora † (1541)
- Ottaviano Maria Sforza † (1541 - 1550)
- Julius Gonzaga † (1550)
- Cristoforo Guidalotti Ciocchi dal Monte † (1550 - 1551)
- Jacques Cortès † (1552 - 1568)
- Fernando di Loazes † (1568 - 1570)
- Alessandro Riario † (1570 - 1585)
- Enrico Caetani † (1585)
- Giovanni Battista Albano † (1586 - 1588)
- Camillo Gaetanus † (1588 - 1599)
- Sede vacante
- Séraphin Olivier-Razali † (1602 - 1609)
- Alexander de Sangro † (1604 - 1633)
- Honoratus Caetani † (1633 - 1647)
- Frederico Borromeu † (1654 - 1671)
- Alessandro Crescenzi † (1671 - 1675 ?)
- Aloysius Bevilacqua † (1675 - 1680)
- Pietro Draghi Bartoli † (1690 - 1710)
- Gregorio Giuseppe Gaetani de Aragonia † (1695 - 1710)
- Carlo Ambrogio Mezzabarba † (1719 - 1741)
- Filippo Carlo Spada † (1742)
- Gerolamo Crispi † (1742 - 1746)
- Giuseppe Antonio Davanzati † (1746 - 1755)
- Lodovico Agnello Anastasi † (1755 - 1758)
- Francisco Mattei † (1758 - 1794)
- Paolo Augusto Foscolo † (1847 - 1860)
- Paolo Angelo Ballerini † (1867 - 1897)
- Domenico Marinangeli † (1898 - 1921)
- Paolo de Huyn † (1921 - 1946)
- Sede vacante (1946-1950)
- Luca Ermenegildo Pasetto † (1950 - 1954)
  - Sede vacante (1954-1964)